# Biblia (guión)

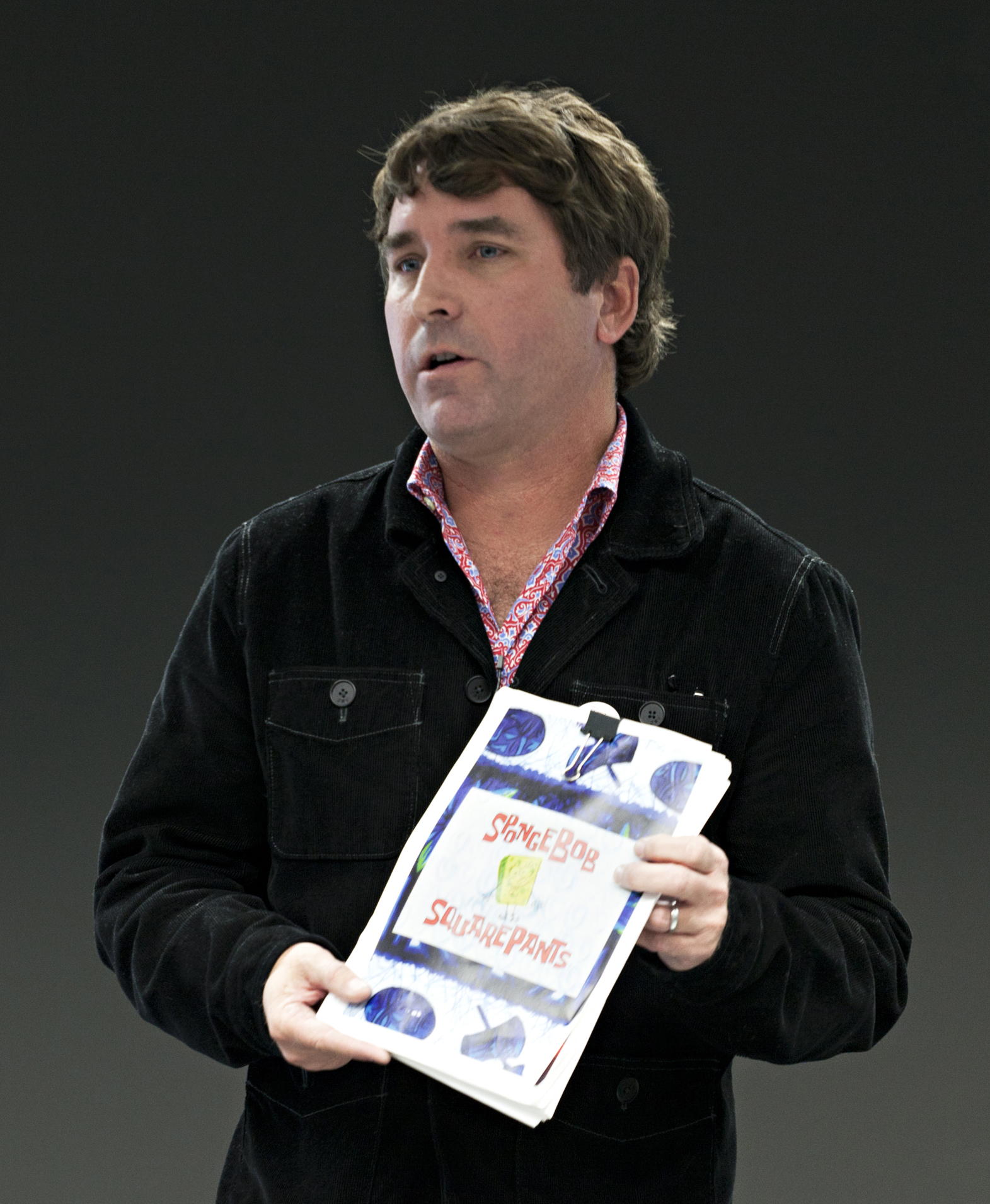
El dibujante Stephen Hillenburg sostiene la Biblia de la serie animada Bob Esponja.

Una Biblia, también conocida como Biblia de espectáculos o Biblia de presentaciones, es un documento de referencia utilizado por los guionistas para obtener información sobre personajes, escenarios y otros elementos de un proyecto de televisión, cine o videojuego.

## Tipos
Las Biblias se actualizan con información sobre los personajes después de que la información se haya establecido en la pantalla, en los guiones o en las notas del escritor.  Por ejemplo, la biblia del programa Frasier se "mantenía escrupulosamente", y cualquier cosa que se estableciera en el aire —"el nombre de la madre de Frasier, el profesor favorito de Niles, el bar favorito de Martin... incluso una lista de las [docenas de] alergias alimentarias de Maris "— se reflejaba en la biblia.  La Biblia actualizada sirve entonces como recurso para que los escritores mantengan la coherencia en toda la serie. 
Otras Biblias se utilizan como documentos de ventas para ayudar a una cadena de televisión o un estudio a comprender una serie, y a veces se entregan a nuevos escritores cuando se unen al equipo de guionistas por la misma razón.  Este tipo de biblias analizan las historias de fondo de los personajes principales y la historia del universo ficticio de la serie. 
Las series de televisión a menudo dependen de asistentes de escritores y coordinadores de guiones que actúan como "biblias ambulantes" para recordar detalles sobre una serie.

## Sindicato de guionistas de Estados Unidos
En Estados Unidos, escribir la biblia de una serie producida le otorga al escritor las 24 unidades de crédito requeridas para calificar para ser miembro del Writers Guild of America. 